# Gian Franco Anedda
Gian Franco Anedda (Cagliari, 28 agosto 1930 – Cagliari, 17 luglio 2020) è stato un politico e avvocato italiano.

## Biografia
Figlio del Generale dell'Esercito Antonio Anedda, originario di Orroli in Sardegna, nasce a Cagliari nel 1930. Laureato in giurisprudenza, avvocato, in gioventù aderí al partito repubblicano poi sposò Anna, figlia di Enrico Endrich e divenne missino ; nel 1951 entrò a far parte dello studio legale della famiglia Endrich e intraprese la carriera politica militando nel Movimento Sociale Italiano, quindi in Alleanza Nazionale. È stato Consigliere comunale di Cagliari nella Legislatura N. 5, dal 18 gennaio 1965 al 7 giugno 1970. Inoltre, è stato Consigliere regionale della Sardegna ininterrottamente per quattro Legislature, dal 1961 al 1989 nel Gruppo del MSI, del quale fu per molti anni Capogruppo. Fu anche Commissario straordinario della Federazione provinciale del MSI-DN dall'aprile del 1975 al novembre 1976. Durante il Congresso nazionale del MSI-DN tenutosi a Roma dal 29 novembre 1984 al 2 dicembre 1984 è stato relatore sulle problematiche politiche ed economiche della Sardegna durante la sessione dedicata alle Regioni a Statuto speciale (da Il Secolo d'Italia del 1 dicembre 1984). Nel volgere degli Anni Ottanta fu nominato Coordinatore regionale (Archivio della Federazione provinciale del MSI-DN di Cagliari). 
Ex consigliere regionale, è stato eletto alla Camera dei deputati nel 1992, e poi riconfermato per le tre successive legislature, nel collegio uninominale di Cagliari-centro, in Sardegna, in rappresentanza della coalizione di centrodestra. Membro del consiglio direttivo di An alla Camera nel 1994 e nel 1996.
Nel Governo Berlusconi I è stato sottosegretario al Ministero di Grazia e Giustizia. Durante la XIV Legislatura è stato per breve tempo capogruppo alla Camera dei deputati di AN, dopo che Ignazio La Russa dovette lasciare l'incarico in seguito all'elezione a coordinatore del Partito.
Nel 2005 è eletto membro laico del Consiglio Superiore della Magistratura con 758 voti in quota AN risultando il più votato di tutti. Nel 2009, assieme al collega Michele Saponara in quota Casa delle Libertà al CSM ha chiesto, in via d'urgenza, l'apertura di una pratica nei confronti di Adriano Sansa (Presidente del Tribunale dei minori di Genova) e di Fabio De Pasquale (pm nel processo Mills) per le dichiarazioni rese rispettivamente sul Governo e sul lodo Alfano, il DDL che prevedeva l'immunità per le quattro più alte cariche dello stato.
Sansa in un pubblico convegno definí Berlusconi "primo ministro piduista circondato da persone che servono lui e non lo Stato" e del ministro Alfano avrebbe detto di avere come "unico titolo di merito"  quello di essere "un fedelissimo del premier". De Pasquale, invece definì il lodo Alfano "criminogeno",  Anedda e Saponara perciò richiedevano al CSM di valutare la "incompatibilità ambientale e funzionale" di De Pasquale, ovvero il trasferimento di ufficio.
Anedda rispetto alla imminente valutazione della Corte Costituzionale sul lodo Alfano si dichiarò moderatamente ottimista: «ci sarà una decisione della Corte Costituzionale che sarà un compromesso». Il lodo Alfano invece fu dichiarato incostituzionale.
Nello stesso anno, Anedda e il collega Saponara in quanto membri del CSM, furono gli unici due a non votare contro il Processo breve nel plenum del Consiglio superiore della magistratura che nelle motivazioni fu definito come una "inedita amnistia processuale" e in "netto contrasto con i principi sanciti dalla Convenzione dell'ONU contro la corruzione".
Nel 2011 a conclusione del processo, Sansa è stato censurato dal CSM per il solo utilizzo del termine gaglioffi riferendolo agli allora membri del governo. De Pasquale, invece ha ottenuto dal Csm la pratica a tutela del processo Mills.
Fu abile avvocato penalista e conferenziere apprezzato. Ebbe, anche con gli avversari, modi signorili, mai arroganti o sprezzanti. Per questo gli era facile avere tanti amici e sostenitori anche in ambienti diversi dalla destra. 
È morto il 17 luglio 2020 all'età di 89 anni. Ai suoi funerali parteciparono il Sindaco di Cagliari Paolo Truzzu ed esponenti di tutte le forze politiche. 
L'on. Michele Pais, presidente del Consiglio della Regione Autonoma della Sardegna gli ha reso omaggio scrivendo: "Gianfranco Anedda lascia un vuoto incolmabile nella politica comunale, regionale e nazionale. Sarà ricordato per la sua umanità, per la sua arguzia e per l'entusiasmo che sin da giovanissimo ha caratterizzato il suo operato". (da Sardegna Ieri - Oggi - Domani)